# 科特·考夫卡
科特·考夫卡（Kurt Koffka，1886年3月18日—1941年11月22日）是一位德国心理学家。他的研究兴趣很多，包括视觉感知、腦損傷、声音定位、发展心理学和实验心理学。他与马科斯·韦特墨和沃尔夫冈·苛勒一起认为是格式塔心理学的创始人。

## 生平
1886年3月18日，科特·考夫卡出生在德意志帝国首都柏林。身材瘦小，性格内向古板。1903年，考夫卡前往爱丁堡大学学习一年。他在爱丁堡大学的时间至关重要，因为这趟经历加深了他对英语的了解，而英语是他在未来传播知识的宝贵工具。1909年，他获得柏林大学哲学博士学位。他和沃尔夫冈·苛勒一起成为法兰克福大学的助教，与马科斯·韦特墨一同工作。
从1911年到1927年，考夫卡任教于吉森大学。他讲课枯燥无味，但是不断发表学术报告，例如1921年发表了《思维的成长：儿童心理学导论》；1922年，又在《心理学公报》（Psychological Bulletin）上发表文章，向美国读者介绍格式塔心理学（德語：Gestalttheorie）。自1927年以后，考夫卡任教于美国马萨诸塞州的女子大学史密斯学院（Smith College），在那里发表了百科全书式的《格式塔心理学原理》（1935年）。不过史密斯学院只重视本科教育，考夫卡在该校一共只指导过一位博士。
1941年，55岁的考夫卡突发心脏病去世。

## 观点
他认为行为不能分析许多零散的因素，只能作为一个整体来研究；他把格式塔原理应用于儿童心理学，论证儿童开始是在他周围一个未经分化的世界中去经验一些有机整体；学习也不是由于许多分散的观念联想而成，而是对整体组织结构的顿悟。